# Lista tomów serii Bakuman
Ten artykuł zawiera listę tomów serii Bakuman napisanej przez Tsugumiego Ōbę i zilustrowanej przez Takeshiego Obatę, ukazywanej w magazynie „Shūkan Shōnen Jump” wydawnictwa Shūeisha od 11 sierpnia 2008 do 23 kwietnia 2012. Razem opublikowano 176 rozdziałów, które później zostały skompilowane do 20 tankōbonów, które wydawane były od 5 stycznia 2009 do 4 lipca 2012.
W Polsce seria ukazała się nakładem wydawnictwa Waneko – pierwszy tom został wydany 20 maja 2016, natomiast ostatni – 19 lipca 2019.
| Nr | Język japoński      | Język japoński         | Język polski      | Język polski           |
| Nr | Data wydania        | ISBN                   | Data wydania      | ISBN                   |
| --- | ------------------- | ---------------------- | ----------------- | ---------------------- |
| 1 | 5 stycznia 2009     | ISBN 978-4-08-874622-7 | 20 maja 2016      | ISBN 978-83-8096-027-5 |
| Lista rozdziałów - 001. Marzenia i rzeczywistość (jap. 夢と現実 Yume to genjitsu) - 002. Głupek i bystrzak (jap. 馬鹿と利口 Baka to rikō) - 003. Piórko i scenorys (jap. ペンとネ－ム Pen to nēmu) - 004. Rodzice i dziecko (jap. 親と子 Oya to ko) - 005. Czas i klucz (jap. 時と鍵 Toki to kagi) - 006. Początek i koniec (jap. ピンとキリ Pin to kiri) - 007. Uśmiech i niekontrolowany rumieniec (jap. 笑顔と赤面症 Egao to sekimenshō) |                     |                        |                   |                        |
| 2 | 4 marca 2009        | ISBN 978-4-08-874644-9 | 20 lipca 2016     | ISBN 978-83-8096-028-2 |
| Lista rozdziałów - 008. Kij i marchewka (jap. アメとムチ Ame to muchi) - 009. Warunek i przyjazd do Tokio (jap. 条件と東京 Jōken to Tōkyō) - 010. Niepewność i nadzieja (jap. 不安と期待 Fuan to kitai) - 011. Żal i zrozumienie (jap. 後悔と納得 Kōkai to nattoku) - 012. 2 na 10 (jap. 10と2 Jū to ni) - 013. Czekolada i Akamaru (jap. チョコと赤マル Choko to Akamaru) - 014. Uczta i pożegnanie (jap. 御馳走と卒業 Gochisō to sotsugyō) - 015. Wiadomość i odpowiedź (jap. 送信と返信 Sōshin to henshin) - 016. Wyniki wstępne i końcowe (jap. 速報と本ちゃん Sokuhō to honchan) |                     |                        |                   |                        |
| 3 | 4 czerwca 2009      | ISBN 978-4-08-874677-7 | 20 września 2016  | ISBN 978-83-8096-029-9 |
| Lista rozdziałów - 017. Bitwa i kopia (jap. バトルと模写 Batoru to mosha) - 018. Rywal i przyjaciel (jap. ライバルと友達 Raibaru to tomodachi) - 019. Debiut i niecierpliwość (jap. デビューと焦り Debyū to aseri) - 020. Przyszłość i schody (jap. 未来と階段 Mirai to kaidan) - 021. Mur i pocałunek (jap. 壁とキス Kabe to kisu) - 022. Przeszkoda i młodość (jap. 邪魔と若さ Jama to wakasa) - 023. Zarozumialstwo i dobroć (jap. 天狗と親切 Tengu to shinsetsu) - 024. Scenorys i postacie (jap. ノートとキャラ Nōto to kyara) - 025. Zazdrość i miłość (jap. 嫉妬と愛 Shitto to ai) |                     |                        |                   |                        |
| 4 | 4 sierpnia 2009     | ISBN 978-4-08-874719-4 | 22 listopada 2016 | ISBN 978-83-8096-030-5 |
| Lista rozdziałów - 026. Dwóch i jeden (jap. 2人と1人 Futari to hitori) - 027. Intrygant i kłamstwo (jap. 策士と騙し Sakushi to damashi) - 028. Współpraca i warunek (jap. 協力と条件 Kyōryoku to jōken) - 029. Literatura i muzyka (jap. 文学と音楽 Bungaku to ongaku) - 030. Kolacja i niezgoda (jap. 団結と決裂 Danketsu to ketsuretsu) - 031. Wtorek i piątek (jap. 火曜と金曜 Kayō to kin’yō) - 032. Telefon i noc przed (jap. 電話と前夜 Denwa to zen’ya) - 033. Tak i nie (jap. ありとなし Ari to nashi) - 034. Ścigający i ścigany (jap. 追う者と追われる者 Ō mono to owareru mono) |                     |                        |                   |                        |
| 5 | 4 listopada 2009    | ISBN 978-4-08-874753-8 | 20 stycznia 2017  | ISBN 978-83-8096-031-2 |
| Lista rozdziałów - 035. Szczęście i smutek (jap. 嬉しさと寂しさ Ureshisa to sabishisa) - 036. Cisza i przyjęcie (jap. 沈黙と宴 Chinmoku to utage) - 037. Dyrektor zarządzający i ptak (jap. 取締役とトリ Torishimariyaku to tori) - 038. Okno i śnieg (jap. 窓と雪 Mado to yuki) - 039. Zbór wypracowań i album ze zdjęciami (jap. 文集と写真集 Bunshū to shashinshū) - 040. Plaża i wzloty oraz upadki (jap. 海と浮き沈み Umi to ukishizumi) - 041. Dogadzanie i cierpliwość (jap. テコと我慢 Teko to gaman) - 042. Humor i dialogi (jap. 笑いとセリフ Warai to serifu) - 043. Żarty i wieści (jap. ボケとニュース Boke to nyūsu) |                     |                        |                   |                        |
| 6 | 4 stycznia 2010     | ISBN 978-4-08-874788-0 | 20 marca 2017     | ISBN 978-83-8096-032-9 |
| Lista rozdziałów - 044. Wdzięczność i wypadek (jap. 恩返しと裏返し Ongaeshi to uragaeshi) - 045. Choroba i motywacja (jap. 病気とやる気 Byōki to yaruki) - 046. Siła spojrzenia i współpraca (jap. 目力と協力 Mejikara to kyōryoku) - 047. Sprzeczność i powód (jap. 矛盾と理由 Mujun to riyū) - 048. Życie, śmierć i zawieszenie (jap. 生死と静止 Seishi to seishi) - 049. Odwołanie i wezwanie (jap. リコールとコール Rikōru to kōru) - 050. Zapalczywość i odwaga (jap. 無茶と根性 Mucha to konjō) - 051. Powrót i niska pozycja (jap. 再開と下位 Saikai to kai) - 052. Opinie i wyścig z czasem (jap. 感想と疾走 Kansō to shissō)                                                                                                  |                     |                        |                   |                        |
| 7 | 4 marca 2010        | ISBN 978-4-08-870015-1 | 18 maja 2017      | ISBN 978-83-8096-033-6 |
| Lista rozdziałów - 053. 18 i 40 (jap. 18と40 Jūhachi to yonjū) - 054. Żarty i powaga (jap. ギャグとシリアス Gyagu to shiriasu) - 055. Trzy ujęcia i trzy historie (jap. 3カットと3作 Sankatto to sansaku) - 056. Dorośli i dzieci (jap. 大人と子供 Otona to kodomo) - 057. Podział i remis (jap. フリワケと引き分け Furiwake to hikiwake) - 058. Jedno- i dwucyfrowe miejsce (jap. 一桁と二桁 Hitoketa to futaketa) - 059. Doświadczenia i dane (jap. 経験とデータ Keiken to dēta) - 060. Mężczyźni i kobiety (jap. 男性と女性 Dansei to josei) - 061. Sojusz i szkolni znajomi (jap. 同盟と同級 Dōmei to dōkyū) |                     |                        |                   |                        |
| 8 | 30 kwietnia 2010    | ISBN 978-4-08-870037-3 | 20 lipca 2017     | ISBN 978-83-8096-034-3 |
| Lista rozdziałów - 062. Powieść i list (jap. 小説と手紙 Shōsetsu to tegami) - 063. Zaufanie i jego brak (jap. 不信と信用 Fushin to shin’yō) - 064. Prawda i sekret (jap. まんまと隠し事 Manma to kakushigoto) - 065. Upór i szczerość (jap. 頑固と素直 Ganko to sunao) - 066. Małpa i małżeństwo (jap. 猿と結婚 Saru to kekkon) - 067. Bielizna i zbawca (jap. パンチラと救世主 Panchira to kyūseishu) - 068. Toaleta i kąpiel (jap. トイレとお風呂 Toire to ofuro) - 069. Coś więcej i dom rodzinny (jap. 特別な仲と田舎 Tokubetsu na naka to inaka) - 070. Trzecia próba i druga seria (jap. 三度目と2本目 Sandome to nihonme) |                     |                        |                   |                        |
| 9 | 4 sierpnia 2010     | ISBN 978-4-08-870088-5 | 20 września 2017  | ISBN 978-83-8096-035-0 |
| Lista rozdziałów - 071. Talent i duma (jap. 才能とプライド Sainō to puraido) - 072. Narzekanie i deklaracja (jap. 文句と一喝 Monku to ikkatsu) - 073. Przeznaczenie i gwiazda (jap. 縁と星 En to hoshi) - 074. Znajomi z klasy i wojowniczość (jap. 同級生と闘争心 Dōkyūsei to tōsōshin) - 075. Nowy dom i nowa seria (jap. 新居と新連載 Shinkyo to shinrensai) - 076. Utarte frazy i wiadomość (jap. 決めギャグとメッセージ Kime gyagu to messēji) - 077. Miłość i zaprzeczenie (jap. 大好きよ否定 Daisuki to hitei) - 078. Przestać i nieprzestawać (jap. やめるとやめない Yameru to yamenai) - 079. Samolubność i rada (jap. わがままとアドバイス Wagamama to adobaisu)                                                             |                     |                        |                   |                        |
| 10 | 4 października 2010 | ISBN 978-4-08-870114-1 | 21 listopada 2017 | ISBN 978-83-8096-036-7 |
| Lista rozdziałów - 080. Wygląd zewnętrzny i powitanie (jap. 見ためと挨拶 Mitame to aisatsu) - 081. Przygoda i błaganie (jap. 冒険と口説き Bōken to kudoki) - 082. Wskazówka i najlepszy (jap. ヒントとベスト Hinto to besuto) - 083. Szpieg i kolejna praca (jap. スパイと次回 Supai to jikai) - 084. Sukienka i niespodzianka (jap. ワンピースとサプライズ Wanpīsu to sapuraizu) - 085. Przestępstwo doskonałe i pierwsza bariera (jap. 完全犯罪と第一関門 Kanzen hanzai to daiichi kanmon) - 086. Wygrana i przegrana (jap. 勝ちと負け Kachi to make) - 087. Tort i silny wróg (jap. ケーキと強敵 Kēki to kyōteki) - 088. Siła wyrazu i siła wyobraźni (jap. 表現力と想像力 Hyōgenryoku to sōzōryoku)                                |                     |                        |                   |                        |
| 11 | 29 grudnia 2010     | ISBN 978-4-08-870164-6 | 19 stycznia 2018  | ISBN 978-83-8096-037-4 |
| Lista rozdziałów - 089. Tytuł i projekt postaci (jap. タイトルとキャラデザ Taitoru to kyaradeza) - 090. Sztuka i towar (jap. 芸術と商品 Geijutsu to shōhin) - 091. Głosy i ranking (jap. 票と表 Hyō to hyō) - 092. Upór i decyzja (jap. 意地と決断 Iji to ketsudan) - 093. Środek i najsilnieszy (jap. 中央と最強 Chūō to saikyō) - 094. Herbata i odcień (jap. お茶と明暗 Ocha to meian) - 095. Każdy wieczór i współpraca (jap. 毎晩と合体 Maiban to gattai) - 096. Czwarte miejsce i dłuższy wątek (jap. 4位票とシリーズ Yon’i-hyō to shirīzu) - 097. Końcówka i kod (jap. ラストと暗号 Rasuto to angō) |                     |                        |                   |                        |
| 12 | 4 marca 2011        | ISBN 978-4-08-870191-2 | 20 marca 2018     | ISBN 978-83-8096-038-1 |
| Lista rozdziałów - 098. Uścisk dłoni i poprawki (jap. 握手と手直し Akushu to tenaoshi) - 099. Łzy żalu i łzy szczęścia (jap. 悔し涙と嬉し涙 Kuyashinamida to ureshinamida) - 100. Więcej czasu i pułapka (jap. 余裕と落とし穴 Yoyū to otoshiana) - 101. Skargi i chęć poprawy (jap. 苦情と上昇思考 Kujō to jōshōshikō) - 102. Malarz i mangaka (jap. 画家と漫画家 Gaka to mangaka) - 103. Daremność i wyzwanie (jap. 無駄と挑戦 Muda to chōsen) - 104. Krok dalej i zegarek (jap. ステップとウォッチ Suteppu to uocchi) - 105. Wadliwy produkt i zarys (jap. 不良品とアタリ Furyōhin to atari) - 106. Rywalizacja i festiwal (jap. 試合と祭 Shiai to matsuri)                                                                          |                     |                        |                   |                        |
| 13 | 3 czerwca 2011      | ISBN 978-4-08-870236-0 | 16 maja 2018      | ISBN 978-83-8096-039-8 |
| Lista rozdziałów - 107. Co wypada i czego chcę (jap. 合ってるものと好きなもの Atteru mono to suki na mono) - 108. Miłość czytelników i miłość od pierwszego wejrzenia (jap. 愛読者と一目惚れ Aidokusha to hitomebore) - 109. Romeo i rocznica (jap. ロミオと一周年 Romio to isshūnen) - 110. Razem i osobno (jap. 一緒と別々 Issho to betsubestu) - 111. Ingerencja i zaufanie (jap. 口出しと信頼 Kochidashi to shinrai) - 112. Cios i samodzielność (jap. パンチと一人立ち Panchi to hitoridachi) - 113. Słabości i intencje (jap. 不得意と心掛け Futokui to kokorogake) - 114. Romans i kładka dla pieszych (jap. 恋路と歩道橋 Koiji to hodōkyō) - 115. Pamiątkowe zdjęcie i klasa (jap. 記念撮影と教室 Kinen satsuei to kyōshitsu)  |                     |                        |                   |                        |
| 14 | 4 sierpnia 2011     | ISBN 978-4-08-870273-5 | 20 lipca 2018     | ISBN 978-83-8096-040-4 |
| Lista rozdziałów - 116. Cele i oceny (jap. 狙いと評価 Nerai to hyōka) - 117. Listy od fana i blog (jap. FLとブログ Fan retā to burogu) - 118. Wygląd i wnętrze (jap. 裏と表 Ura to omote) - 119. Zawyżona samoocena i reklama (jap. 過信と宣伝 Kashin to senden) - 120. Internet i twarze (jap. ネットと顔 Netto to kao) - 121. Pewność siebie i rezygnacja (jap. 自信と覚悟 Jishin to kakugo) - 122. Wojna psychologiczna i wybór treści (jap. 心理戦と決め台詞 Shinrisen to kimeserifu) - 123. Pizza i herbatka (jap. ピザとお茶 Piza to ocha) - 124. Taktyka i prowokacja (jap. 考察と挑発 Kōsatsu to chōhatsu) |                     |                        |                   |                        |
| 15 | 4 października 2011 | ISBN 978-4-08-870294-0 | 20 września 2018  | ISBN 978-83-8096-041-1 |
| Lista rozdziałów - 125. Niecierpliwość i zmiana (jap. 焦燥と逆転 Shōsō to gyakuten) - 126. Analiza i wyniki (jap. 分析と結果 Bunseki to kekka) - 127. Zapał i totalna porażka (jap. 熱血と完敗 Nekketsu to kanpai) - 128. Portrety i drwiny (jap. 似顔絵とひやかし Nigaoe to hiyakashi) - 129. Młodość i przeznaczenie (jap. 青春と末路 Seishun to matsuro) - 130. Gorączka i popiół (jap. 熱と灰 Netsu to hai) - 131. Naśladowca i podświadomość (jap. 模倣と無意識 Mohō to muishiki) - 132. Stanie na głowie i odbudowa (jap. 逆立ちと立て直し Sakadachi to tatenaoshi) - 133. Motywacja i uczucia (jap. 励みと想い Hagemi to omoi)                                                                                                  |                     |                        |                   |                        |
| 16 | 4 stycznia 2012     | ISBN 978-4-08-870316-9 | 20 listopada 2018 | ISBN 978-83-8096-042-8 |
| Lista rozdziałów - 134. Samotny jogging i spowolnienie (jap. 独走と鈍足 Dokusō to donsoku) - 135. Ciągłość i przeszkody (jap. 連続と阻止 Renzoku to soshi) - 136. Przedłużanie i zapobieganie (jap. 伸びしろと対抗策 Nobishiro to taikōsaku) - 137. Przednie strony i środkowe strony (jap. 巻頭カラーとセンターカラー Kantō karā to sentā karā) - 138. Siła i pomysły (jap. 迫力とアイディア Hakuryoku to aidia) - 139. Ostatni rozdział i komentarze (jap. 最終話とコメント Saishūwa to komento) - 140. Granice i feniks (jap. 界と火の鳥 Genkai to hi no tori) - 141. Wiek i rezultaty (jap. 年齢と実績 Nenrei to jisseki) - 142. Nowicjusze i wetereani (jap. 新人とベテラン Shinjin to beteran)                                   |                     |                        |                   |                        |
| 17 | 2 marca 2012        | ISBN 978-4-08-870389-3 | 21 stycznia 2019  | ISBN 978-83-8096-043-5 |
| Lista rozdziałów - 143. Pieniądze i recykling (jap. お金とリサイクル Okane to risaikuru) - 144. Firma i plan ostateczny (jap. 会社と必勝法 Kaisha to hisshōhō) - 145. Propozycja i przerwanie (jap. 提供と停止 Teikyō to teishi) - 146. Prawdziwe wyzwanie i mieszane uzcucia (jap. 本番と腹の虫 Honban to hara no mushi) - 147. Części zamienne i duch walki (jap. 使い捨てと闘争心 Tsukaisute to tōsōshin) - 148. Pojedynek na historie i pojedynczy rozdział (jap. 一発勝負と一話完結 Ippatsu shōbu to ichiwa kanketsu) - 149. Unikalna umiejętność i główny motyw (jap. 持ち味と題材 Mochiaji to daizai) - 150. Egoizm i faworyzacja (jap. 我儘と贔屓 Wagamama to hiiki) - 151. Zombie i demony (jap. ゾンビと悪魔 Zonbi to akuma) |                     |                        |                   |                        |
| 18 | 2 maja 2012         | ISBN 978-4-08-870420-3 | 20 marca 2019     | ISBN 978-83-8096-044-2 |
| Lista rozdziałów - 152. Wzajemny wpływ i nowy rekord (jap. 相乗効果と新記録 Sōjō kōka to shin-kiroku) - 153. Świat i rywal (jap. 世界と相手 Sekai to aite) - 154. Tygodnik i miesięcznik (jap. 週刊と月刊 Shūkan to gekkan) - 155. Pracownika i notatnik (jap. 仕事場とノート Shigoto-ba to nōto) - 156. Walka z czasem i pobojowisko (jap. 余裕と修羅場 Yoyū to shuraba) - 157. Czarny charakter i podmiana (jap. 敵キャラと入れ替え Teki kyara to irekae) - 158. Rozdziąganie i skracanie (jap. 間延びと一気 Manobi to ikki) - 159. Tempo i diabelski młyn (jap. テンポと観覧車 Tenpo to kanransha) - 160. Wytrwałość i 900 tysięcy (jap. 頑張りと90万 Ganbari to kyūjūman)                                                          |                     |                        |                   |                        |
| 19 | 4 czerwca 2012      | ISBN 978-4-08-870461-6 | 20 maja 2019      | ISBN 978-83-8096-045-9 |
| Lista rozdziałów - 161. Oddech i impreza (jap. 息継ぎとパーティー Ikitsugi to pātī) - 162. Gorące źródła i wybór (jap. 温泉と二択 Onsen to nitaku) - 163. Potwierdzenie i zgoda (jap. 意思確認と承諾 Ishi kakunin to shōdaku) - 164. Decyzja i radość (jap. 決定と歓喜 Kettei to kanki) - 165. Ćwiczenia i ładowanie baterii (jap. 練習中と充電中 Renshū-chū to jūden-chū) - 166. Plotka i artykuł (jap. 噂と記事 Uwasa to kiji) - 167. Brednie i kilka słów (jap. 戯言と一言 Tawagoto to hitokoto) - 168. Sprostowanie i wyzwanie (jap. 訂正と宣言 Teisei to sengen) |                     |                        |                   |                        |
| 20 | 4 lipca 2012        | ISBN 978-4-08-870466-1 | 19 lipca 2019     | ISBN 978-83-8096-046-6 |
| Lista rozdziałów - 169. Głos i odpowiedź (jap. 声と反響 Koe to hankyō) - 170. Sława i popularność (jap. 知名度と人気 Chimeido to ninki) - 171. Mikrofon i scenariusz (jap. マイクと台本 Maiku to daihon) - 172. Miho i Naho (jap. 美保と菜保 Miho to Naho) - 173. Moment i ostatni tom (jap. 瞬間と最終巻 Shunkan to saishū-kan) - 174. Powinność i zakończenie (jap. あり方と終わり方 Arikata to owarikata) - 175. Pierwszy dzień sprzedaży i ostatnia noc (jap. 発売日と前夜 Hatsubai-bi to zen’ya) - 176. Sen i rzeczywistość (jap. 夢と現実 Yume to genjitsu) |                     |                        |                   |                        |